# Azhagiapandipuram
Azhagiapandipuram  es una ciudad y nagar Panchayat situada en el distrito de Kanyakumari en el estado de Tamil Nadu (India). Su población es de 11392 habitantes (2011). Se encuentra a 15 km de Nagercoil. 

## Demografía
Según el censo de 2011 la población de Azhagiapandipuram era de 11392 habitantes, de los cuales 5675 eran hombres y 5717 eran mujeres. Azhagiapandipuram tiene una tasa media de alfabetización del 91,17%, superior a la media estatal del 80,09%: la alfabetización masculina es del 93,36%, y la alfabetización femenina del 89,03%.